# 本多隆成
本多 隆成（ほんだ たかしげ、1942年〈昭和18年〉 - ）は、日本の歴史学者。静岡大学名誉教授。

## 略歴
大阪市生まれ。大阪府立東淀川高等学校卒業。1967年（昭和42年）大阪大学文学部卒業。1973年大阪大学大学院博士課程中退。静岡大学講師や助教授を経て教授。1989年（平成元年）「東海地域における近世初期社会の基礎構造」で大阪大学文学博士。2008年定年退官、静岡大名誉教授、放送大学静岡学習センター所長。2013年退任。

## 著書
- 『近世初期社会の基礎構造 東海地域における検証』（吉川弘文館、1989年）
- 『大谷探検隊と本多恵隆』（平凡社、1994年）
- 『初期徳川氏の農村支配』（吉川弘文館、2006年、静岡大学人文学部研究叢書）
- 『東海道を歩く』（吉川弘文館、2007年、歴史の旅）
- 『近世東海地域史研究』（清文堂出版、2008年）、静岡大学人文学部研究叢書）
- 『定本徳川家康』（吉川弘文館、2010年）
- 『徳川家康と関ヶ原の戦い（人をあるく）』（吉川弘文館、2013年）
- 『近世の東海道』（清文堂出版、2014年）
- 『シルクロードに仏跡を訪ねて　大谷探検隊紀行』（吉川弘文館、2016年）
- 『徳川家康と武田氏　信玄・勝頼との十四年戦争』（吉川弘文館・歴史文化ライブラリー、2019年）

### 共編著
- 『静岡県の歴史 中世編』（小和田哲男共著 静岡新聞社、1978年）
- 『米と日本人』（中井弘和、合庭惇共編著 静岡新聞社、1997年）
- 『静岡県の歴史』（杉橋隆夫、荒木敏夫、山本義彦共著、山川出版社、1998年）
- 『戦国・織豊期の権力と社会』（編、吉川弘文館、1999年）
- 『街道の日本史 東海道と伊勢湾』（酒井一共編、吉川弘文館、2004年）

## 参考
- 吉川弘文館
- J-GLOBAL